# Lisandra
Lisandra foi uma filha de Ptolemeu I Sóter  e Eurídice.
Seu pai era filho de Lago e Arsinoé da Macedónia, porém os macedónios do século II d.C. diziam que Arsinoé estava grávida de Filipe II da Macedónia quando se casou, sendo Ptolomeu I Sóter, portanto, filho de Filipe. Sua mãe era Eurídice, filha de Antípatro.
Ela casou-se com Alexandre V da Macedónia, filho de Cassandro e Tessalônica, filha de Felipe II.
Depois da morte de Alexandre, ela casou-se com Agátocles, filho de Lisímaco. Arsínoe II acusou Agátocles de traição, e Lisímaco condenou o próprio filho à morte. Lisandra, a viúva de Agátocles, com seus dois filhos e Alexandre, filho que Lisímaco teve com uma mulher do Reino Odrísio, fugiram para Seleuco I Nicátor.
Existem questionamentos sobre se Ptolemeu I Sóter teve uma ou duas filhas de nome Lisandra, e se a esposa de Alexandre V é a mesma que foi esposa de Agátocles.